# Предупреждение (За гранью возможного)
«Предупреждение» (англ. The Outer Limits: The Premonition) — телевизионный художественный фильм, 16 серия 2 сезона телесериала «За гранью возможного» 1963—1965 годов, поставленный режиссёром Гердом Освальдом по сюжету Иба Мельхиора. В ролях — Дьюи Мартин, Мэри Мерфи, Уильям Бренли, Дороти Грин, Эмма Тайсон.

## Вступление
На невероятных плодящихся основаниях постоянно увеличивающегося знания человеком науки и техники, по-видимому, не осталось мест у древних, полузабытых легенд. Кроме одной из них — легенде о Гордиевом узле, узле, столь запутанном и замысловатом, что никто из людей не мог его развязать. Поскольку существуют проблемы, настолько озадачивающие, что они, по-видимому, будут неразрешимыми, когда Человек рискнет заглянуть за грань возможного…

## Сюжет
Джим Дарси, пилот исследовательского самолёта, оснащённого ракетным двигателем X-15, и его жена Линда попадают во временну́ю ловушку, оказавшись на 10 секунд впереди своего времени, что даёт им возможность наблюдать, как время разворачивается, нагоняя их приблизительно на 1 секунду за каждые 30 минут. Во время, оставшееся до возвращения, чтобы синхронизироваться с нормальным течением времени, они видят, что их дочь будет сбита грузовиком. Однако неспособность воздействовать на объекты «реального» мира мешает им предотвратить несчастный случай. Ситуация осложняется тем, что к тому моменту синхронизации с остальным миром, Джим и Линда должны находиться в том же положении, в котором они были пятью часами ранее — иначе они останутся в ловушке времени навсегда.
После контакта с призраком (показанным как изображение-негатив), который испытал ту же самую ситуацию некоторое время назад и не разобрался в ней вовремя, Джим наконец приходит к способу спасти свою дочь от смерти. Он натягивает привязные ремни автомобиля от заднего колеса до ручного тормоза военного грузовика. Не имея больше времени, пилот и его жена торопятся назад в своё время. Когда время синхронизируется, грузовик несется вперед, но придуманная Джимом конструкция срабатывает как экстренное торможение, останавливая грузовик. Его дочь в безопасности, мир возвращается к нормальному течению времени, но никто, кроме Джима и Линды, не стал мудрее.

## Заключительная фраза
Человек навсегда решает наиболее трудные проблемы, поскольку он рискует когда-либо забраться дальше в неизвестное. Но где грань возможного его изобретательности? Он когда-либо столкнется с проблемой, Гордиевым узлом, который он не сможет в конечном счете развязать?